# 格里戈里·彼得罗夫斯基
格里戈里·伊万诺维奇·彼得罗夫斯基（俄语：Григорий Иванович Петровский；1878年2月3日—1958年1月9日），俄罗斯帝国革命家、政治人物，曾任联共（布）中央政治局候补委员、全乌克兰中央执行委员会主席。

## 生平
1878年2月3日，出生于手工业家庭。1897年，加入俄国社会民主工党、工人阶级解放斗争协会。1905年12月，参与创建切切利夫卡共和国。1912年，为第四届国家杜马代表，是国家杜马中的布尔什维克党团主席。
1917年，参加十月革命，为契卡的组织者之一。1919年，任全乌克兰中央执行委员会主席。1922年，为苏联最高苏维埃主席团委员，参与签署《苏联成立条约》。1921年，为苏联共产党中央委员。1926年，为联共（布）中央政治局候补委员、全俄中央执行委员会主席团委员。1937年，任苏联最高苏维埃主席团副主席。大清洗期间受到迫害。1958年1月9日，去世。

## 家庭
- 长子：列昂尼德·彼得罗夫斯基，苏军中将，苏德战争中阵亡
- 次子：彼得·彼得罗夫斯基，大清洗期间被枪决

## 纪念
1926年，乌克兰城市叶卡捷琳诺斯拉夫按照彼得罗夫斯基的名字被改名为“第聂伯罗彼得罗夫斯克”，该名在2016年被改为现名“聶伯城”。